# Dule M
Dule 'M' è una circoscrizione rurale (rural ward) della Tanzania situata nel distretto di Lushoto, regione di Tanga. Conta una popolazione di 8 834 abitanti (censimento 2012).